# Klukwan
Klukwan /dolazi od tlingitske fraze  "Tlakw Aan" = "Eternal Village", selo Chilkat Indijanaca, šira skupina Tlingit, porodica koluschan, koje se nalazilo na rijeci Chilkat, oko 20 milja od njenog ušća i 22 milje sjeverno od Hainesa. Populacija je 1890. iznosila 320. Kod ranih autora nazivano je i Clokwon (Willard, 1884), Klakwán (popis iz 1893), Klokwan (Krause, 1885), Kluckquan (Petroff, 1884), i Laku’-ān
Stanovnici Klukwana izvorno su bili muškarci iz klana Gaanaxteidi (Raven Clan) i njihove žene iz klana Kaagwaantaan (Eagle Clan).